# Mansur, Dharwad
Mansur là một làng thuộc tehsil Dharwad, huyện Dharwad, bang Karnataka, Ấn Độ.